# Гу Кајлај
Гу Каилаи (кин. 谷开来, пин. Gǔ Kāilái; рођена 15. новембра 1958. године; округ Линји, провинција Шанси) била је регистровани адвокат у адвокатској канцеларији Каилаи (кин. 开来, пин. Kāilái) са седиштем у Пекингу, директор адвокатске канцеларије Анг Дао (кин. 昂道, пин. Áng Dào), сада друга супруга бившег члана Политбироа Централног комитета КП Кине и секретара општинског одбора Чонгћинга – Бо Силаија (кин. 薄熙来, пин. Bó Xīlái).
Због сумње за учешће у убиству британског бизнисмена Нила Хејвуда (енгл. Neil Heywood), 9. августа 2012. године ухапшена је и оптужена у Народном суду у граду Хефеију, у провинцији Анхуи. Дана 20. августа 2012. године у јутарњим часовима, Народни суд у Хефеију осудио је Гу Каилаи због убиства са предумишљајем на смртну казну, с извршењем одложеним на две године и доживотно је лишио свих политичких права. Једанаестог децембра 2015. године, Врховни суд у Пекингу преиначио је казну у доживотни затвор.

## Биографија
Године 1978. уписала је права на Универзитету у Пекингу, да би након тога наставила школовање на мастер студијама међународне политике. Након дипломирања постала је адвокат и основала је адвокатску канцеларију Каилаи, касније преименовану у Анг Дао. У чувеном случају који се тицао допинга у највишим круговима професионалног спорта у Кини, ангажована је као адвокат познатог познатог кинеског тренера Ма Ђунжена (кин. 马俊仁, пин. Mǎ Jùnrén) и подигла је тужбу против аутора чланка „Истрага Ма Ђунжена“ Џао Јуа (кин. 赵瑜, пин. Zhào Yú) и часописа „Кинески писац“, у коме је чланак објављен. Аутор је књига: „Ја сам адвокат Ма Ђунжена“, „Победа у Сједињеним Америчким Државама“ и других.
Њујорк Тајмс извештава да је 1998. године представљала кинеску компанију на суду у Сједињеним Америчким Државама и добила грађанску парницу. Након тога, издала је књигу у којој је исмевала затуцаност америчког правосудног система.
Они могу тужити чак и псе, а суд може осудити мужа због силовања сопствене жене.
Имајући потпуно поверење у кинески правосудни систем, она је написала: Ми се не играмо речима, ми се чврсто држимо принципа „на основу чињеница“. Када суд утврди да сте убили некога, бићете ухапшени, осуђени и погубљени.
Њен супруг, чувени политичар Бо Силаи, често је јавно говорио о томе колико му значи њена подршка. У интервјуу датом марта 2010. године, након седнице 11. Националног народног конгреса чији један од представника био Бо Силаи, изразио је захвалност супрузи на помоћи у борби против криминала:
Моја супруга Каилаи је најбољи адвокат у Кини. Не само је стручњак за право, већ одлично познаје међународноу културу. Њено знање, и то нарочито познавање права, изузетно ми је помогло у мојој борби против организованог криминала. Она је поднела велику жртву због мене. Био сам веома дирнут када се повукла из адвокатске праксе на врхунцу своје моћи, да би се концентрисала на учење. 
У марту 2012. године, Бо Силаи је дао изјаву на вестима које су се емитовале у целој континенталној Кини:
Моја супруга Каилаи... пре 20 година била је изузетно успешан адвокат, али је због забринутости око гласина које су почеле да се шире, одавно затворила своју веома успешну адвокатску канцеларију. Свих ових година она је само читала, бавила се уметношћу, кућним пословима и нечујно ме пратила.

## Приватни живот

### Породични живот
Њен отац је Гу Ђингшенг (кин. 谷景生, пин. Gǔ Jǐngshēng), бивши генерал Народноослободилачке армије Кине. Био је и заменик директора Генералног политичког одсека НОА и други секретар окружног одбора Синђијанга. Гу Каилаи је пета кћерка Гу Ђингшенга.

### Породица
Отац Гу Каилаи, Гу Ђингшенг, био је један од иницијатора протеста против јапанске агресије 1935. године, тзв. Покрета 9. децембра, и политички комесар војног региона Синђијанга. Њена мајка, Фан Ченгсију (кин. 范承秀, пин. Fàn Chéngxiù), била је члан женског спасилачког одреда на планини Таиканг, за време рата са Јапаном.
Гу Каилаи заједно са супругом Бо Силаијем има сина по имену Бо Гуагуа (кин. 薄瓜瓜, пин. Bó Guāguā). За време суђења, Бо Гуагуа се није појавио на суду и његово сведочење није прихваћено. Бо Гуагуа тренутно живи у Сједињеним Америчким Државама, где је у Њујорку 2016. године положио правосудни испит и треба да постане адвокат.

### Име
Гу Каилаи се првобитно звала Гу Каилаи (кин. 谷开莱, пин. Gǔ Kāilái). Када су се венчали, Бо Силаи је сматрао да је древна традиција узимања мужевог презимена застарела, али су одлучили да она симболички преузме део његовог имена, па је тако променила начин писања другог слога свог имена који се код обоје чита „лаи” (莱 је променила у 来, као што се пише у његовом имену). Ипак, 10. априла 2012. године кинеска новинска агенција Синхуа ју је, приликом извештавања о наводном убиству, именовала као Бо-Гу Каилаи (кин. 薄谷开来, пин. Bo Gǔ Kāilái), иако се ово име није раније појављивало у медијима. Поред тога, у Пекиншкој општинској служби правосудног система она се води као Каилаи; дело „Победа у Сједињеним Америчким Државама“ и остала, потписује као Каилаи; њено име на енглеском језику којим потписује ова иста дела је Хорус Л. Каи (енгл. Horus L. Kai). Недељник Нанду Џоукан, издат 17. децембра 2012. године, објавио је да Гу Каилаи има две личне карте, једну на име Каилаи, а другу на име Бо-Гу Каилаи.

### Коментари њеног сина Бо Гуагуа
Син Гу Каилаи, Бо Гуагуа, је 2009. године рекао о својој мајци: 
Отац ми често прича о мајци – он сматра да је она заиста велика, промишљена и креативна особа – шта год да ради, ради то одлично. У време када је њена адвокатска канцеларија била веома успешна, да би избегла било какве сумње, она се одлучно повукла на врхунцу своје каријере. Отац је рекао да то није био њен губитак, већ губитак читаве струке. Чак је рекао и да се у то време он повукао и подржавао мајку у раду, она би била боља! Након повлачења, као да се ослободила – није учествовала ни у каквим друштвеним активностима, па чак ни у оним на које је отац позивао. Потпуно је разумем – оно што она најмање жели је да буде у очевој сенци и да изгуби саму себе. Сада по цео дан чита и учи, изучавајући компаративне студије културе.

## Судски спорови

### Убиство Британца Нила Хејвуда
Године 2012. након што је супруг Гу Каилаи, Бо Силаи, услед великог политичког скандала разрешен свих дужности од стране Централног комитета Комунистичке партије, постојале су вести о томе да би она могла да буде главни кривац за смрт Британца Нила Хејвуда.
Кинеска новинска агенција Синхуа је 10. априла 2012. године издала саопштење у којем се наводи да је након истраге коју је спровела Служба јавне безбедности, утврђено да су Гу Каилаи (у документу именована као Бо-Гу Каилаи) и Нил Хејвуд (именован као Нил Вуд) имали сукоб финансијске природе, те да постоје докази да је он убијен, при чему су Гу Каилаи и помоћник породице, Џанг Сијаођун (кин. 张晓军, пин. Zhāng Xiǎojūn), осумњичени за извршење кривичног дела и предани правосудним органима.
У априлу 2012. године, часопис Јаџоу џоукан је објавио да Гу Каилаи не само да је била умешана у убиство Вуда, већ и у смртни случај кћерке бившег заменика градоначелника Далијена, Јуен Сијенћијена (кин. 袁宪千, пин. Yuán Xiànqiān), као и у смрт Џанг Веиђије (кин. 张伟杰, пин. Zhāng Wěijié), водитељке на телевизији Далијена (наводно је била љубавница Бо Силаија, а околности њеног нестанка су и даље непознате).
Према изворима, Гу Каилаи је крајем 2011. године тражила од Хејвуда помоћ да би пренела већу количину новца у иностранство. Могуће је да је Хејвуд убијен због претње да ће открити њен план пребацивања средстава.
У јуну 2012. године, поред Нила Хејвуда, још један странац који је умешан у породични скандал Бо Силаија – Довил (франц. Devillers), ухапшен је у Камбоџи, а Кина је поднела захтев за његово изручење. Камбоџа је одбила захтев за изручење у Пекинг, јер су Француска и друге западне земље сматрале да Пекинг није пружио довољно доказа за изручење. Убрзо након тога, 18. јула 2012. године, Довил је добровољно отишао у Кину да сведочи. Међутим, Довил није сведочио на суду у Хефеију, а његово место боравка није познато.
У интервјуу са француским часописом Монд, Довил је нагласио да није урадио ништа погрешно и да није користио фирму свог оца за „прање новца“ Гу Каилаи. Такође је поменуо Нила Хејвуда, рекавши за њега да је „племенит човек“.
Дана 26. јула 2012. године, новинска агенција Синхуа објавила је да је случај Бо-Гу Каилаи и Џанг Сијаођуна, осумњичених за убиство са предумишљајем, законски прослеђен Народном суду у Хефеију. Случај је званично отворен 9. августа у Хефеију и очекивало се суђење у трајању од два дана. Претходног дана, син Бо-Гу Каилаи, Бо Гуагуа, изјавио је Си-Ен-Ену да када је у питању убиство које је починила његова мајка, он верује да „чињенице говоре више од речи“. Пружио је сведочење мајчиној одбрани, али конкретан садржај његовог сведочења није откривен.
У послеподневним часовима 9. августа 2012. године, према званичном саопштењу, Бо-Гу Каилаи била је при здравој свести и није негирала оптужбе. Читав процес суђења био је затворен за јавност и медије.
Након суђења, суд је одложио пресуду. Једне хонгконгшке новине известиле су о тврдњама наводних извора, који не могу бити именовани, да је генерални секретар Централног комитета Комунистичке партије Кине, Ху Ђинтао (кин. 胡锦涛, пин. Hú Jǐntāo), лично захтевао да се одложи извршење казне и да се овај случај опрезно води.

### Пресуда
У преподневним часовима 20. августа 2012. године, Народни суд у провинцији Анхуи, граду Хефеи, осудио је Гу Каилаи на смртну казну са одложеним извршењем, због убиства са предумишљајем, након чега је смештена у затвор у Јенченгу. Други оптужени, Џанг Сијаођун, осуђен је на девет година затвора. Гу Каилаи и Џанг Сијаођун нису поднели жалбе на пресуду.
Како за време издржавања казне Гу Каилаи није починила никакав прекршај, затвор у Јенченгу је 25. септембра 2014. године предложио смањење казне на доживотни затвор. Дана 11. децембра 2015. године, Врховни суд у Пекингу одобрио је смањење казне.

### Извештаји медија
- У неким британским медијима поставило се питање о договору Гу Каилаи са надлежним органима Комунистичке партије, ради заташкавања убиства. Коментар Би-Би-Сија је да су убиство Хејвуда и ово прикривање убиства највећи скандал у кинеским политичким круговима у последњих неколико година, који је довео до пада члана Политбироа и партијског секретара Чонгћинга – Бо Силаија. Дејли Телеграф је открио шест великих нејасноћа на отварању случаја 12. августа.[23]
- У чланку Њујорк Тајмса пише: „Изгледа да ће се ово суђење одиграти за мање од осам сати.“ У чланку су наведени докази и логичке недоследности као што је то да: „мотив убиства није јасан“.[24]
- Волстрит Журнал је објавио да је смртна пресуда Бо-Гу Каилаи, показала да „Комунистичка партија Кине и даље зна како да води суђење.“ У Кини је ово суђење приказано као доказ да нико није изнад закона. Чак су и међународни медији преко „процурелих информација“ добили детаље о саслушању. „Оно што је важније је које то кључне тачке ово сложено суђење покушава да замагли?“ Комунистичка партија искористила је ово суђење да би скренула пажњу људи са политичке кризе у Кини након пада Бо Силаија.[25]
- Према чланку Гардијана, након изрицања пресуде, портпарол британске амбасаде у Пекингу издао је саопштење у којем се наводи: „Поздрављамо истрагу кинеске владе о убиству Хејвуда, као и суђење починиоцима.“ У саопштењу се такође наводи да је Велика Британија више пута изразила наду да ће кинеске власти водити случај у складу са стандардима међународних људских права, те да починиоца неће осудити на смрт.[26]

### Мишљења стручњака
Стручњаци из Хонг Конга, који су упознати са законом у континенталној Кини, сматрају да је смртна казна Гу Каилаи претешка, због тога што је њен мотив за убиство била „угроженост безбедности породице“, те би је требало осудити на 15 до 18 година затвора.
Чувени писац и политички коментатор, Чен Поконг (кин. 陈破空, пин. Chén Pòkōng), упоредио је случај са смрћу чувеног предузетника Су Минга (кин. 徐明, пин. Xú Мíng), који је преминуо у затвору након што је био умешан у политички скандал са Бо Силаијем: 
Гу Каилаи је смањена казна и избегла је смрт, процес је био веома дуг; Су Минг нагло умире и све се то дешава за трен ока. Ове вести објављене са размаком од недељу дана. У њиховом међусобном односу има много тога скривеног и дубоког. Су Минг није убио никога, али је морао да умре; Гу Каилаи је убила човека, али није морала да плати животом за то. Први случај је хорор филм у којем се одстрањује неко ко је вредно радио; други је комедија у којој се у последњем трену осуђени спашава. Сви су они глумци, али су њихове улоге, судбине и завршеци веома различити. Иза сцене је све то, на крају крајева, сурова борба у средишту партије. Борба за моћ на највишем нивоу, узајамне претње опозиционих фракција, размена интереса, трговина животом и смрћу и условно балансирање компромиса, и терора - све је ту. Управо је у томе сав смисао живота и смрти Гу Каилаи и Су Минга.

### Реакција јавности
Што се тиче исхода испитивања Гу Каилаи, део становништва сматра да је политичка елита још једном имала посебан третман – чињенице на суђењу нису биле потпуне, смртна пресуда је брзо донета и није била одраз равноправности званичника и грађана пред законом.

### Контроверза са двојницом
Након емитовања снимка са суђења Гу Каилаи, неки људи су посумњали да је у судници заправо њена двојница, а убрзо након тога на мрежи Сина Веибо, блокирана је претрага речи „двојница“. Новинар Ђијанг Веипинг (кин. 姜维平, пин. Jiāng Wéipíng), који је био осуђен за извештавање о политичком скандалу Бо Силаија, је на основу језичких карактеристика и покрета тела утврдио да Гу Каилаи на саслушању није била њена двојница.

### Питање националности
Након скандала Бо Силаија, на интернету је објављено да је Гу Каилаи већ постала становник Сингапура, али су локалне новине Лијенхе Цаобао, цитирајући поуздане изворе, навели да се име Гу Каилаи не налази на листи имиграната у Сингапуру.

## Дела
- „Ја сам адвокат Ма Ђунжена“, Донгбеи Џичуанг, 1998, број 10, 11
- „Победа у Сједињеним Америчким Државама“, Пекинг: Издавачко друштво Гуангминг Жибао, 1998.